# Carlo Besozzi
Carlo Besozzi (* 1738 in Neapel; † 22. März 1791 in Dresden) war ein italienischer Oboist und Komponist. Er war der Sohn des Komponisten Antonio Besozzi (1714–1781).

## Leben und Werk
Carlo Besozzi wirkte von 1755 bis zu seinem Tod 1791 im Dresdener Hoforchester als Oboist. Carlo Besozzi wie auch sein Vater Antonio waren 1758 und 1759 unter Niccolò Jommelli auch im Stuttgarter Hoforchester tätig.
Von Carlo Besozzi sind 24 Sonaten für zwei Oboen, zwei Corni und Fagott erhalten. Er schrieb auch Oboenkonzerte. Der Stil Carlo Besozzis gehört noch dem Rokoko an, wenn auch schon Merkmale der Vorklassik aufscheinen.